# Peyra Levada
La Peyra levada, appelée aussi dolmen de Saint-Pierre ou dolmen de Jourdes, est un dolmen situé à Le Verdier, dans le département du Tarn, en France.

## Description
Le dolmen était inclus dans un tumulus de 8 m de diamètre. Il est légèrement orienté nord-ouest/sud-est. C'est un dolmen simple composé de deux orthostates et d'une table de couverture de forme triangulaire (3,30 m sur 2,70 m sur 2,75 m). Celle-ci s'est effondrée à l'intérieur de la chambre sur chant et elle repose contre le pilier oriental.
| Dalle | Longueur | Épaisseur | Largeur |
| ----- | -------- | --------- | ------- |
| Est   | 2 m      | 0,66 m    | 1,45 m  |
| Ouest | 2,15 m   | 0,52 m    | 1,40 m  |

Le monument a été fouillé plusieurs fois, clandestinement à une époque inconnue comme l'attestent les traces d'une ancienne fosse de fouille, puis par les abbés Terral et Ravailhe au début du XXe siècle et enfin par MM. Farenc et Delpech au milieu du XXe siècle. Des restes osseux correspondant à quatre individus distincts y ont été découverts. Le mobilier archéologique recueilli  comprend un petit matériel lithique (1 biface acheuléen, 5 armatures de flèches dont 3 avec pédoncule et 2 avec ailerons), une épingle en os, des éléments de parure (1 bague en coquillage, 41 perles en calcaire, 1 dent de loup perforée, 1 pendeloque) et deux tessons de poterie.